# Corneel Elst
Corneel Elst (25 januari 1901 - onbekend) was een Belgisch voetballer die gedurende zijn hele carrière voor Beerschot VAV speelde. Elst was een middenvelder.

## Biografie
Elst kwam zijn hele carrière voor dezelfde club uit: Beerschot VAV. Hij werd met deze club vijf keer landskampioen (1922, 1924, 1925, 1926 en 1928). Hij speelde ook vijf interlands voor de Rode Duivels: op 21 mei 1922 maakte hij zijn debuut in de met 4-2 verloren oefeninterland tegen Italië.

## Palmares
| Nationaal         |    |                              |
| Belgisch kampioen | 5x | 1922, 1924, 1925, 1926, 1928 |